# Òmicron2 del Cranc
|  | No s'ha de confondre amb Òmicron1 Cancri. |

Òmicron² del Cranc (ο² Cancri) és un estel a la constel·lació del Cranc (Càncer) de magnitud aparent +5,67. S'hi troba a 150 anys llum de distància del sistema solar. Comparteix denominació de Bayer amb Òmicron¹ Cancri; ambdós estels tenen un moviment propi semblant i s'hi troben a igual distància, cosa per la qual podrien constituir una binària molt àmplia.

## Característiques
Òmicron² Cancri està catalogada com una subgegant blanc-groga de tipus espectral F0IV, encara que un estudi assenyala que encara està en l'etapa de fusió de l'hidrogen, havent-hi amb prou feines recorregut una tercera part de la seva trajectòria dins de la seqüència principal. La seva superfície té una temperatura de 7.852 K i llueix amb una lluminositat 10,3 vegades superior a la lluminositat solar.
Amb un radi un 90% més gran que el radi solar, gira sobre si mateixa amb una velocitat de rotació igual o superior a 91 km/s. El seu període de rotació no supera les 19,2 hores. Posseeix una massa de 1,73 masses solars i una incerta edat de 300 milions d'anys.

## Disc circumestel·lar
Òmicron² Cancri està envoltada per un disc circumestel·lar de pols i enderrocs el radi dels quals és de 43 ua. La temperatura dels grans de pols —considerats com un cos negre— és de 80 K.